# 田村隆
田村 隆（たむら たかし、1941年4月1日 - 2024年12月18日）は、日本の放送作家。茨城県古河市出身。明治学院大学文学部卒業。愛称は「タムセン」（田村先生の略。名付け親は加藤茶と木の実ナナ）。

## 経歴
大学在学中に「シャボン玉ホリデー」（日本テレビ）の秋元近史ディレクターに自作のコント台本を送付。それを目にした秋元から番組収録の見学に誘われ、そこで青島幸男を紹介されて弟子入りして放送作家としてデビュー。70年代〜90年代に多くのヒット番組を生み出し、多い時は週に14本のレギュラーを抱えていた。
妻は元女優、モデルの狩野恵子。
2024年12月18日午後7時40分、敗血症のため東京都内の病院で死去。83歳没。

## エピソード
- 多忙な時期は番組の会議が重なることもしばしばで、長丁場になる会議はテーブルに手帳だけ置いて抜け出し、別の局の会議に出席。そしてまた手帳をテーブルに残し別の局へ、という荒業を繰り出していた。本人はバレていないと思っていたが、後にTBSの居作プロデューサーからお年賀として大量の手帳をもらったという。通称”タムセンの手帳”と言われる。
- 70年代当時は手書きの原稿用紙を使用しており、忙しい時は番組スタッフが取りに来ていた。その際、どうにも間に合わない時があり。封筒に”原稿用紙在中”と書いて白紙の原稿用紙を入れたものを渡した事がある。本人曰く、嘘はついてない。とのこと。
- PTAが選ぶ、子どもに見せたくない番組ワースト10のうち、6番組を担当していた。

## 担当番組

### NHK（日本放送協会）
- ふるさと皆様劇場

### 日本テレビ系
- シャボン玉ホリデー
- 巨泉・前武のゲバゲバ90分!!
- 11PM
- SEIKOグルメワールド 世界食べちゃうぞ!!

### TBS（東京放送）系
- 8時だョ!全員集合
- 加トちゃんケンちゃんごきげんテレビ
- 飛べ!孫悟空
- ザ・チャンス!
- 笑って!笑って!!60分
- ムー
- ムー一族
- 沢田研二ショー

### フジテレビ系
- のんき君（月曜ドラマランド）
- いたずらキャンパスギャル！突撃としこ（月曜ドラマランド）
- 新春かくし芸大会
- ドリフ大爆笑
- 加トちゃんケンちゃん光子ちゃん
- 一休さん

### テレビ朝日系
- ドカンと一発60分!
- バケタン家族
- みごろ!食べごろ!笑いごろ
- ドリフと女優の爆笑劇場

### テレビ東京系
- 平成女学園
- もんもんドラエティ
- 花の女子校 聖カトレア学園
- 昭和歌謡大全集

## 主な著書
- 「ゲバゲバ」「みごろ!食べごろ!」「全員集合」ぼくの書いた笑テレビ（双葉社）
- 天下御免のワースト番組 全員集合!!（出版社あ・うん）
- 昭和バラエティ番組の時代：1955～1989 ちょっとだけ狂気TVの35年（河出書房新社）
- 親をからかうユーモア バカ息子の親孝行 - 1977年、KKベストセラーズ、ワニの豆本（こじま啄磨との共著）
- 伊東四朗・小松政夫の笑って!笑って!!60分 – 1977年、KKベストセラーズ、ワニの豆本（PART2もあり）
- バカげた本 大笑いだよ全員集合! – 1981年、KKベストセラーズ、ワニの豆本（「田村隆とその一派」名義）